# Bryoria fuscescens
Bryoria fuscescens ist eine Flechtenart aus der Schlauchpilz-Familie der Parmeliaceae.

## Beschreibung
Die Art ist eine braune Strauchflechte. Das Lager ist 5 bis 15 Zentimeter lang (oft auch nur bis 3 Zentimeter in Regionen mit schadstoffbelasteter Luft), buschig bis bartartig und aus verzweigten, stielrunden, hell- bis schwarzbraunen Fäden aufgebaut. Es liegt an der Borke an oder steht ab. Die Fäden haben einen Durchmesser bis 0,5 Millimeter und sind verzweigt. Es sind meist Sorale vorhanden, diese können bei nur kümmerlich entwickelten oder jungen Exemplaren auch fehlen. Sie sind warzen- bis spaltenförmig und bis 0,7 Millimeter groß. Sehr selten sind auch Apothecien vorhanden.

## Vorkommen
Bryoria fuscescens wächst an Laub- und Nadelbäumen mit saurer Borke, beispielsweise Birke oder an Bäumen, deren Rinde sekundär durch Luftschadstoffe angesäuert wurde.

## Belege
- Ulrich Kirschbaum, Volkmar Wirth: Flechten erkennen – Luftgüte bestimmen. Eugen Ulmer Verlag, Stuttgart 1995, ISBN 3-8001-3477-2